# Michel Huglo
Michel Huglo (* 14. Dezember 1921 in Lille; † 13. Mai 2012 in Washington, D.C.) war ein französischer Musikwissenschaftler.

## Leben
Michel Huglo lebte von 1941 bis 1960 in der Abtei Saint-Pierre de Solesmes, einem Zentrum für die Erforschung des liturgischen Gesangs. Von dort aus studierte er zwischen 1941 und 1947 Philosophie und Theologie. Zwischen 1949 und 1960 arbeitete er an der Buchreihe Paléographie musicale und am 2. Band von Le Graduel Romain mit. Seine Forschungen über Primärquellen des Mittelalters setzte er am Centre national de la recherche scientifique (CNRS) in Paris fort, wo er 1962 Chargé de recherche und 1972 Directeur de recherche wurde. 1969 wurde er an der Sorbonne promoviert. Von 1973 bis 1986 war er Dozent an der École pratique des Hautes Études de la Sorbonne im Fachgebiet Paläografie mittelalterlicher Musik und daneben hielt er von 1974 bis 1987 an der Université libre de Bruxelles in Brüssel Vorlesungen über mittelalterliche musikalische Lehrschriften. Er war Gründungsdirektor der Abteilung Musikwissenschaft am Institut de recherche et d’histoire des textes (IRHT) in Paris (1976–1986). 1988 emigrierte er in die USA und wirkte als Gastprofessor u. a. an der Princeton University (1990/91) und New York University (1993). Von 2000 bis 2012 war er Adjunct Research Professor an der University of Maryland, College Park.

## Ehrungen
- Doctorat d'État der Universität Paris-Nanterre (1981)
- Silbermedaille des CNRS (1987)
- Ehrendoktorwürde der University of Chicago (1991)
- Corresponding Member der American Musicological Society (1997)
- Honorary Member der International Musicological Society (2007)
- Fellow of the Medieval Academy of America (2008)
- Mitglied der Academia Europaea (2010)[1]